# 佩恩蒂德峰
72°27′S 163°45′E / 72.450°S 163.750°E
佩恩蒂德峰（英語：Painted Peak），是南極洲的山峰，位於維多利亞地的彭內爾海岸，屬於弗賴貝格山脈中加利波利高地的一部分，以新西蘭研究計劃的地質學家命名，現時由南極條約體系管理。
 本条目引用的公有领域材料来自美国地质调查局的文档 《佩恩蒂德峰》 （資料來自地名信息系统）。